# محصول حقلي
المحاصيل الحقلية يقصد بها المحاصيل العشبية التي تزرع لإنتاج الغذاء أو الزيوت أو الأعلاف.
وتعرف أيضا بانها محاصيل عشبيه غالبا بعضها يحصد مره واحدة مثل القمح والعدس ومنها ما يحصد مرات عدة مثل البرسيم، ومن هذة المحاصيل ما يستخدم لتغذية الإنسان مثل القمح والسمسم والبقوليات ومنها ما هو علفي يقدم للحيوانات مثل الببغاء.

## أقسام المحاصيل الحقلية

### محاصيل الغذاء
وهي الأهم بين المحاصيل الحقلية، وتشمل محاصيل الحبوب والبقول.

#### محاصيل الحبوب
- الذرة
- الأرز
- القمح
- الدخن
- الذرة البيضاء
- الشوفان

#### محاصيل البقول
- الترمس
- الحمص
- العدس
- الفول
- الماش

#### محاصيل غذائية أخرى
- البصل
- البطاطا
- الثوم

### محاصيل الأعلاف
- الإصبعية
- البيقية
- الزوان
- الشعير
- الفصة
- القبأ
- النفل
- الذرة البيضاء
- البرسيم الحجازي

### محاصيل السكر
- قصب السكر
- الشمندر السكري
- الستيفيا سكرية

### المحاصيل الزيتية
- فول الصويا
- دوار الشمس
- السلجم
- الكتان
- الفول السوداني

### محاصيل الألياف
- القطن
- القنب
- الكتان

### المحاصيل الصناعية
- الذرة
- البطاطا

### محاصيل الطاقة
- الثمام العصوي
- لحية الرجل
- الحشيشة الفضية
- قصب السكر